# Corgoloin
Corgoloin és un municipi francès, situat al departament de la Costa d'Or i a la regió de Borgonya - Franc Comtat. L'any 2007 tenia 958 habitants.

## Demografia

### Població
El 2007 la població de fet de Corgoloin era de 958 persones. Hi havia 376 famílies, de les quals 95 eren unipersonals (20 homes vivint sols i 75 dones vivint soles), 115 parelles sense fills, 138 parelles amb fills i 28 famílies monoparentals amb fills.
La població ha evolucionat segons el següent gràfic:
Habitants censats

### Habitatges
El 2007 hi havia 407 habitatges, 381 eren l'habitatge principal de la família, 12 eren segones residències i 14 estaven desocupats. 345 eren cases i 61 eren apartaments. Dels 381 habitatges principals, 268 estaven ocupats pels seus propietaris, 93 estaven llogats i ocupats pels llogaters i 20 estaven cedits a títol gratuït; 6 tenien una cambra, 17 en tenien dues, 64 en tenien tres, 115 en tenien quatre i 179 en tenien cinc o més. 292 habitatges disposaven pel capbaix d'una plaça de pàrquing. A 161 habitatges hi havia un automòbil i a 175 n'hi havia dos o més.

### Piràmide de població
La piràmide de població per edats i sexe el 2009 era:
| Homes | Edats   | Dones |
| ----- | ------- | ----- |
| 0     | 95 o +  | 0     |
| 4     | 90 a 94 | 0     |
| 0     | 85 a 89 | 0     |
| 0     | 80 a 84 | 12    |
| 16    | 75 a 79 | 8     |
| 20    | 70 a 74 | 24    |
| 36    | 65 a 69 | 32    |
| 20    | 60 a 64 | 32    |
| 16    | 55 a 59 | 16    |
| 40    | 50 a 54 | 48    |
| 36    | 45 a 49 | 32    |
| 56    | 40 a 44 | 44    |
| 28    | 35 a 39 | 40    |
| 32    | 30 a 34 | 16    |
| 20    | 25 a 29 | 28    |
| 12    | 20 a 24 | 24    |
| 56    | 15 a 19 | 28    |
| 44    | 10 a 14 | 32    |
| 20    | 5 a 9   | 12    |
| 20    | 0 a 4   | 20    |

## Economia
El 2007 la població en edat de treballar era de 612 persones, 459 eren actives i 153 eren inactives. De les 459 persones actives 431 estaven ocupades (245 homes i 186 dones) i 28 estaven aturades (14 homes i 14 dones). De les 153 persones inactives 38 estaven jubilades, 58 estaven estudiant i 57 estaven classificades com a «altres inactius».

### Ingressos
El 2009 a Corgoloin hi havia 388 unitats fiscals que integraven 952 persones, la mediana anual d'ingressos fiscals per persona era de 18.251 €.

### Activitats econòmiques
Dels 63 establiments que hi havia el 2007, 2 eren d'empreses extractives, 2 d'empreses alimentàries, 1 d'una empresa de fabricació de material elèctric, 3 d'empreses de fabricació d'altres productes industrials, 11 d'empreses de construcció, 16 d'empreses de comerç i reparació d'automòbils, 3 d'empreses de transport, 1 d'una empresa d'hostatgeria i restauració, 2 d'empreses d'informació i comunicació, 2 d'empreses financeres, 4 d'empreses immobiliàries, 7 d'empreses de serveis, 4 d'entitats de l'administració pública i 5 d'empreses classificades com a «altres activitats de serveis».
Dels 12 establiments de servei als particulars que hi havia el 2009, 1 era una oficina bancària, 1 taller de reparació d'automòbils i de material agrícola, 2 paletes, 1 guixaire pintor, 1 fusteria, 3 lampisteries, 2 electricistes i 1 perruqueria.
L'únic establiment comercial que hi havia el 2009 era una fleca.
L'any 2000 a Corgoloin hi havia 21 explotacions agrícoles.

## Equipaments sanitaris i escolars
El 2009 hi havia 1 escola maternal i 1 escola elemental.

## Poblacions més properes
El següent diagrama mostra les poblacions més properes.